# 4257 Убасти
4257 Убасти (енгл. 4257 Ubasti) је Аполо астероид са средњом удаљеношћу од Сунца која износи 1,646 астрономских јединица (АЈ).
Апсолутна магнитуда астероида је 16,2.